# サマー・ソルジャー
「サマー・ソルジャー」 (SUMMER SOLDIER)は、1996年10月25日に発売されたサニーデイ・サービス通算5作目のシングル。

## 解説
「サマー・ソルジャー」は後にアルバム『愛と笑いの夜 –a Night of Love & Laughter–』に同じテイクで収録されるがミックスが異なり、次曲とクロスフェードでつながっている。後にベスト・アルバム『Best Sky』にはアルバム・ミックスが、2013年リリースの2枚組ベスト・アルバム『サニーデイ・サービス BEST 1995-2000』には本作のシングル・ミックスと、2000年12月の解散ライブでアンコール最後に演奏された時の音源が、それぞれ収録された。
前回のシングル「ここで逢いましょう」を録音した直後、曽我部恵一曰く「曲できないし、新作いつになるかわからない」状態だったという。しかしその後、急に曲ができるようになったと言い、<サマー・ソルジャー>もその流れの中で書かれた。この曲ができた経緯について曽我部は「何でですかね? 分かんないんですよね、それ。なんかねぇ“あ、この空気だ”っていうのがあったのかな……あのねえ……難しいんですけどね、それね……例えば飲みに行ったりクラブとかに行ったり、居酒屋行ったり。あと、昼間でも映画とか行くでしょう。そういう時になんか一瞬“ああ、こういう瞬間はいいなあ”っていうの、ないですか? なんか楽しい時あるじゃないですか。かけがえのない瞬間みたいな」「全然普通の平穏な時に。何ていうのかな、スッとこう覚醒するような瞬間てあるじゃないですか、普通に一人で街歩いてたりしても。“ああ!”とか思って。そういうのが、家で何回も何回も聴けたらいいなあと思って。それで、そういう音楽にしようって思った、平たく言うと。ツラいとかずっと楽しいとかじゃなくて、普通に過ごしてて、その中ですばらしい瞬間っていうのがあるんですよ、僕。そういのってすごく好きなんですよ。<サマー・ソルジャー>もそうですよ、完全に。恋人と二人でいて、なんか平穏な付き合いの中での、一瞬の覚醒する時。例えば本当にないもない時…部屋で、二人でお茶飲みながらテレビ観てる時とか、二人で街を歩いてる時とかに、何故か。そういう事が、ありうるっていう事の歌。それって感動的な事なんですよ、僕にとっては。さりげないことで、もうなんか瞳孔がバーンみたいな。そういうのがいいじゃないですか。“愛”っていう感じで。なんか、生きてていい事の一つっていうか。絶対あるじゃないですか、そういう事って。それはないとは言わせない的なとこがあって」「<サマー・ソルジャー>は、そういうのの一番わかりやすい展開ですね」という。6分以上ある曲の長さについては「気づかなかったんですよ、出来上がるまで6分もあるってことに。5分弱ぐらいだなと思ってたんですけど」「ギター・ソロも、アレンジも、歌詞も全部含めて必要だったから。いい曲ですよ。素晴しいと思いますけどね、僕は。やっとこういうのができてよかったなっていう。パキーンと来て、サッサッと書いて、気がついたらこうなってたというか」という。歌詞には平穏な時の覚醒感がはっきりと描かれているにも拘らず、最後は“それはほんの八月の冗談だったんだ”とか、“天気のせい それは暑さのせい”となっていることについては「そのあとの“それから先は…”っていうのが好きなんですけど、僕。希望です、完全に。全肯定ですよ、すべてのものを。だから“こういうダーク・サイドもあるし”っていう、そういう問題じゃないんですよ。ダーク・サイドとかを書いてもしょうがないんですよ」「今はそうだと思うんですよ、僕は…。<恋におちたら>でも“夜になると二人は別れるんだから”とかあるじゃないですか? ほんとに別れるとねえ、“『別れるんだから』じゃないなあ”っていうのがありますよ。だから、もっと肯定できる瞬間瞬間を書いていこうっていうふうになるじゃないですか」「すごくわかりやすく言うとね。せっかくポップスを作るんだったら、みんな楽しくなるようなもの……まず自分が嬉しいもの、何回も何回も聴くものの方がいいなあと思って。ツラい気持ちばっかりのものだったらヤだなとか。“夜になると二人は別れるんだから”とかいうのはリアルすぎるんです」「でも<サマー・ソルジャー>はすごい楽しい曲。こういう瞬間が永遠だったらいいなっていうような素晴らしい曲です。人生賛歌です」と答えている。
「湖畔の嵐」「タランチュラ」「TARANTULA part2」はいずれもアルバム未収録曲。そのうち「湖畔の嵐」はビデオ・クリップ集『TEENAGE FLASHBACK VOL.1』に曽我部曰く「ビデオのスタッフが、なんか新曲入れて欲しいっていうから」ということで収録されていた楽曲。この曲については「これ、最初は歌詞ちょっと違ってて。“何が何でもやってやろうと思う”みたいな、そういう歌詞だったんですよ。メロディーが若干変わったから、その時に新たに作り直してこういう形になったんですけど。ジャケットとかをやってくれてる、小田島くんっていうデザイナーがいるんですけど、“これはサニーデイのことを歌った曲ですか?”とか言ってて。“枯れ葉で作った船”っていうのはサニーデイっぽい、それがシーンを変えるみたいな。別にそこまでメタファーがあるわけじゃないんですけど、何となくこういう風景を描きたかっただけなんですけど」「『「東京」』のトーン…全部あれが、あのまま変わらない僕のものだったら、たぶんあれでもういいと思うんですよ。あれがあれば別に他にレコード作らなくていいかなっているのがあって、なんか作りたくなるっていうのは、また新しい感情が、出てきたっていうことだと思うし。同じものをね、量産するんだったら即刻やめますよ、僕。ほんと」という。
アルバム未収録3曲は、後にミディ在籍時の楽曲を網羅した完全生産限定コンプリート・ボックス・セット『“MIDI” COMPLETE BOX』の『アルバム未収録曲集 I』に収録された。

## 収録曲
1. サマー・ソルジャー  –  (6'16")
2. 湖畔の嵐  –  (4'41")
3. タランチュラ  –  (4'39") *MONO
4. TARANTULA part2  –  (7'32")

## クレジット

### サマー・ソルジャー
| VOCAL, ELECTRIC GUITAR, ACOUSTIC GUITAR / 曽我部恵一 |
| BASS GUITAR / 田中貴                                 |
| DRUMS, TAMBOURINE / 丸山晴茂                         |
| PIANO / 高野勲                                       |
| STRINGS / 篠崎正嗣セクション                         |
| STRINGS ARRANGEMENT / 矢野誠                         |
|                                                      |
| RECORDED & MIXED BY 内海うっちい幸雄                 |

### 湖畔の嵐
| VOCAL, ELECTRIC GUITAR, ACOUSTIC GUITAR / 曽我部恵一 |
| BASS GUITAR / 田中貴                                 |
| DRUMS / 丸山晴茂                                     |
| PIANO / 高野勲                                       |
|                                                      |
| RECORDED & MIXED BY 内海うっちい幸雄                 |

### タランチュラ
| VOCAL, ELECTRIC GUITAR, VIBRA SLAP / 曽我部恵一 |
| BASS GUITAR / 田中貴                            |
| DRUMS / 丸山晴茂                                |
| ACE TONE ORGAN / 高野勲                         |
|                                                 |
| RECORDED BY 沖山俊                              |
| MIXED BY 曽我部恵一                             |

### TARANTULA part2
| LEAD GUITAR / 若林タケシ                                      |
| RHYTHM GUITAR / 曽我部恵一                                    |
| BASS GUITAR / 田中貴                                          |
| DRUMS / 丸山晴茂                                              |
| ORGAN / 高野勲                                                |
|                                                               |
| RECORDED & MIXED BY 沖山俊                                    |
|                                                               |
|                                                               |
| サニーデイ・サービス                                          |
| 曽我部恵一                                                    |
| 田中貴                                                        |
| 丸山晴茂                                                      |
|                                                               |
| 高野勲 from FREEDOM SUITE (by the courtesy of CRUE-L RECORDS) |
| 若林タケシ from ザ・ハッピーズ                                |
|                                                               |
|                                                               |
| all songs written by KEIICHI SOKABE                           |

### スタッフ
| PRODUCER           |  | 曽我部恵一               |
| RECORDED AT        |  | BS&Tスタジオ（千歳烏山） |
| ENGINEERS          |  | 内海うっちい幸雄, 沖山俊 |
| MASTERING ENGINEER |  | 石井亘                   |
| DIRECTOR           |  | 渡邊文武                 |
| ART DIRECTOR       |  | 小田島等                 |
| PHOTOGRAPHER       |  | 坂本正郁                 |
| EXECUTIVE PRODUCER |  | 大蔵博                   |

## リリース日一覧
| 地域 | リリース日     | レーベル     | 規格 | カタログ番号 |
| ---- | -------------- | ------------ | ---- | ------------ |
| 日本 | 1996年10月25日 | RHYME ⁄ MIDI | CD   | MDCS-1004    |